# العلاقات الجنوب سودانية الليبية
العلاقات الجنوب سودانية الليبية هي العلاقات الثنائية التي تجمع بين جنوب السودان وليبيا.

## مقارنة بين البلدين
هذه مقارنة عامة ومرجعية للدولتين:
| وجه المقارنة                                              | جنوب السودان                  | ليبيا                                       |
| --------------------------------------------------------- | ----------------------------- | ------------------------------------------- |
| المساحة (كم2)                                             | 619.75 ألف                    | 1.76 مليون                                  |
| عدد السكان (نسمة)                                         | 12.58 مليون                   | 6.37 مليون                                  |
| الكثافة السكانية (ن./كم²)                                 | 20.3                          | 3.62                                        |
| العاصمة                                                   | جوبا                          | طرابلس                                      |
| اللغة الرسمية                                             | لغة إنجليزية                  | اللغة العربية، اللغة العربية الفصحى الحديثة |
| العملة                                                    | جنيه جنوب سوداني، جنيه سوداني | دينار ليبي                                  |
| الناتج المحلي الإجمالي (بليون دولار)                      | 2.90 مليار                    | 50.98 مليار                                 |
| الناتج المحلي الإجمالي (تعادل القوة الشرائية) بليون دولار | 22.88 مليار                   | 69.32 مليار                                 |
| الناتج المحلي الإجمالي الاسمي للفرد دولار أمريكي          | 73                            |                                             |
| الناتج المحلي الإجمالي للفرد دولار أمريكي                 | 2.02 ألف                      | 15.60 ألف                                   |
| مؤشر التنمية البشرية                                      | 0.467                         | 0.724                                       |
| رمز المكالمات الدولي                                      | +211                          | +218                                        |
| رمز الإنترنت                                              | .ss                           | .ly                                         |
| المنطقة الزمنية                                           | ت ع م+03:00                   | ت ع م+02:00، توقيت شرق أوروبا               |

## منظمات دولية مشتركة
يشترك البلدان في عضوية مجموعة من المنظمات الدولية، منها:
| علم المنظمة | اسم المنظمة                        | تاريخ انضمام جنوب السودان | تاريخ انضمام ليبيا |
| ----------- | ---------------------------------- | ------------------------- | ------------------ |
|             | مؤسسة التنمية الدولية              | 18 أبريل 2012             | 1 أغسطس 1961       |
|             | يونسكو                             | 27 أكتوبر 2011            | 27 يونيو 1953      |
|             | وكالة ضمان الاستثمار متعدد الأطراف | 18 أبريل 2012             | 5 أبريل 1993       |
|             | الأمم المتحدة                      | 14 يوليو 2011             | 14 ديسمبر 1955     |
|             | الاتحاد البريدي العالمي            | ?                         | ?                  |
|             | البنك الدولي للإنشاء والتعمير      | 18 أبريل 2012             | 17 سبتمبر 1958     |
|             | الاتحاد الدولي للاتصالات           | 3 أكتوبر 2011             | 3 فبراير 1953      |
|             | مؤسسة التمويل الدولية              | 18 أبريل 2012             | 18 سبتمبر 1958     |
|             | منظمة الشرطة الجنائية الدولية      | ?                         | ?                  |
|             | الاتحاد الأفريقي                   | ?                         | ?                  |
|             | البنك الإفريقي للتنمية             | ?                         | ?                  |

## وصلات خارجية
- موقع وزارة الخارجية الجنوب سودانية
- موقع وزارة الخارجية الليبية